# 劉易斯維爾 (愛達荷州)
劉易斯維爾（英語：Lewisville）是一個位於美國愛達荷州傑佛遜縣的城市。

## 地理
劉易斯維爾的座標為43°41′41″N 112°00′44″W / 43.69472°N 112.01222°W，而該地的平均海拔高度為1463米（即4800英尺）。

## 人口
根據2010年美國人口普查的數據，劉易斯維爾的面積為1.51平方千米，當中陸地面積為1.51平方千米，而水域面積為0.00平方千米。當地共有人口458人，而人口密度為每平方千米303.31人。